# 名寄新聞
名寄新聞（なよろしんぶん）は、北海道名寄市、下川町、美深町をエリアに発行する地方新聞。本社屋内にある工場で自社印刷している。B3判、完全日刊、公称12,600部。日本新聞協会には非加盟。北海道テレビ放送と提携している。題字には、横棒が一本多い「新」の本字（ / 𣂺）を使用している。

## 本社・支社
- 本社
  - 北海道名寄市大通南2丁目
- 支局
  - 下川

## 沿革
- 1947年 - 「名寄新聞」のルーツである「週刊名寄タイムス」（北進公論社）が創刊
- 1953年 - 「週刊名寄タイムス」と「北方タイムス」が統合し、題号を「名寄新聞」に
- 1954年 - 「日刊名寄」と統合。社名を北進公論社から名寄新聞社に変更
- 1957年 - 完全日刊化へ移行
- 1959年 - 下川、風連、美深支局を開設
- 1961年 - 美深、風連支局を閉鎖
- 1967年 - タブロイド判からB3判に
- 1979年 - 活字印刷からオフセット印刷に
- 1989年 - 本社屋を現在地に移転
- 2003年 - ホームページ開設
- 2022年 - 情報Webサイト 道北ネット開設[2]